# سمامة إفريقية سوداء
سمامة أفريقية سوداء (الاسم العلمي: Apus barbatus) (بالإنجليزية: African Black Swift)‏ هو طائر ينتمي إلى سمامة (فصيلة: Apodidae).